# Civette palmiste à bandes
Hemigalus derbyanus · Civette palmiste à bandes de Derby, Hémigale zébré
«  Hemigalus » redirige ici. Ne pas confondre avec Hemigaleus.
Genre
Espèce
Statut de conservation UICN

 NT A2cd+3c : Quasi menacé
Statut CITES
La Civette palmiste à bandes, Civette palmiste à bandes de Derby ou Hémigale zébré (Hemigalus derbyanus) est une espèce de mammifères carnivores, de la famille des Viverridés. C'est la seule espèce connue du genre Hemigalus.

## Description

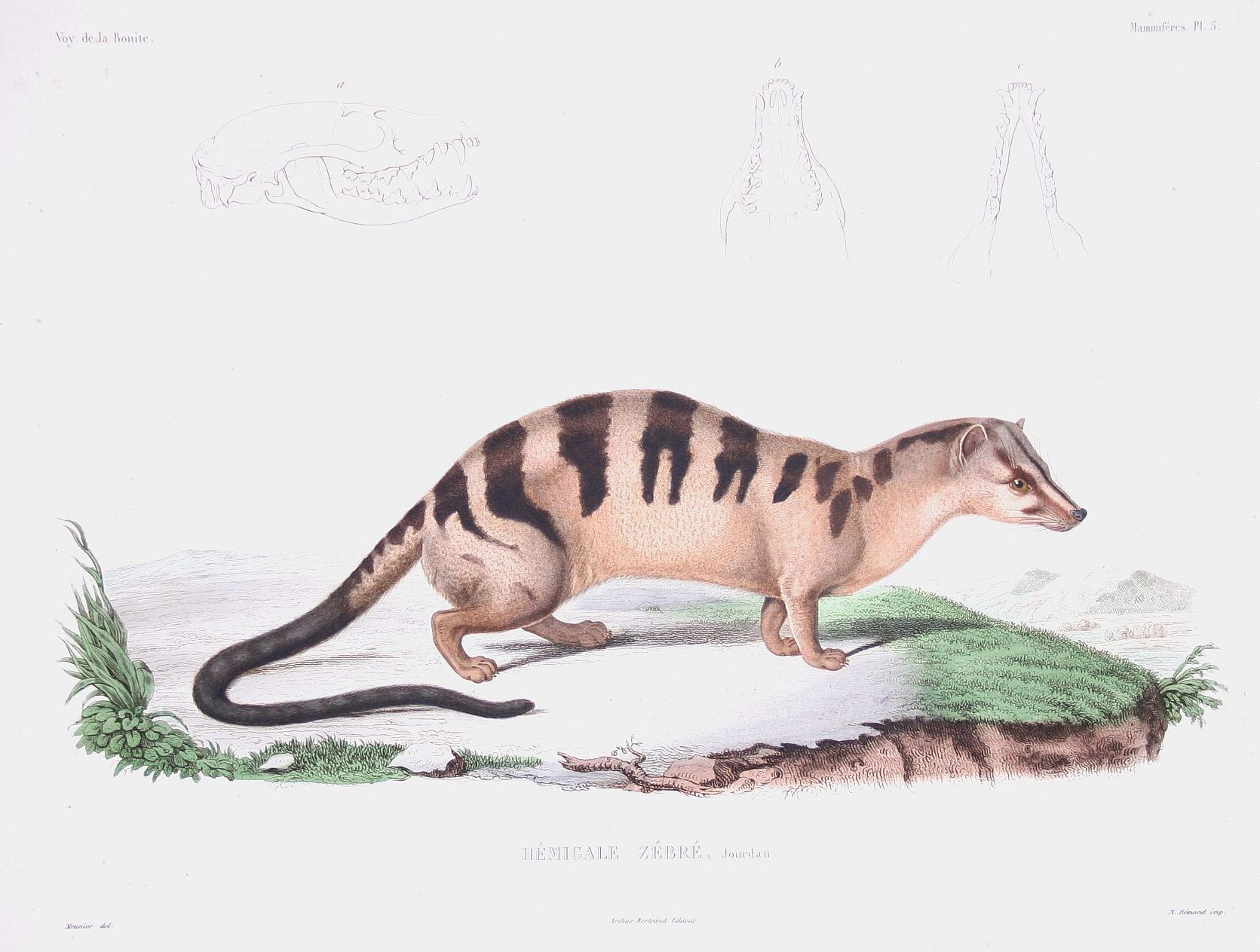
Hémigale zébré, planche de lAtlas Zoologique du Voyage de la corvette La Bonite. 1852

Cette espèce mesure de 46 à 53 cm sans la queue, cette dernière mesurant de 25 à 38 cm, avec un corps élancé. Le pelage est gris-jaune avec 7 ou 8 bandes transversales noires. Ce sont de bon grimpeurs aux griffes partiellement rétractables.

## Répartition et habitat
Cette espèce se rencontre en Asie du Sud-Est dans les pays suivants : Brunei, Indonésie, Malaisie, Thaïlande, Birmanie.
Elle vit dans les forêts, mais passe la majeure partie de son temps au sol.

## Biologie et comportement
Ce sont des animaux nocturnes. Ils sont carnivores et chassent diverses proies dans les arbres ou sur le sol. Leur régime alimentaire comprend des vers, des escargots, araignées, fourmis, grenouilles… En captivité ils semblent également consommer des fruits.